# ريتشارد هنتلي
ريتشارد هنتلي (بالإنجليزية: Richard Huntley)‏ هو لاعب كرة قدم أمريكية أمريكي، ولد في 18 سبتمبر 1972 في مونرو في الولايات المتحدة.

## وصلات خارجية
- ريتشارد هنتلي على موقع مرجع كرة القدم المحترفة.كوم (الإنجليزية)